# Manuel Rosas
Manuel Rosas (14 de abril de 1912 - 20 de fevereiro de 1989) foi um futebolista mexicano. Ele competiu na Copa do Mundo de 1930, sediada no Uruguai. Foi o primeiro jogador a marcar um gol contra em uma Copa do Mundo em favor do Chile. Também foi quem marcou o primeiro gol de pênalti em um jogo de Copa do Mundo, em partida disputada contra a Argentina na Copa do Mundo de 1930.